# Cathode-ray tube amusement device

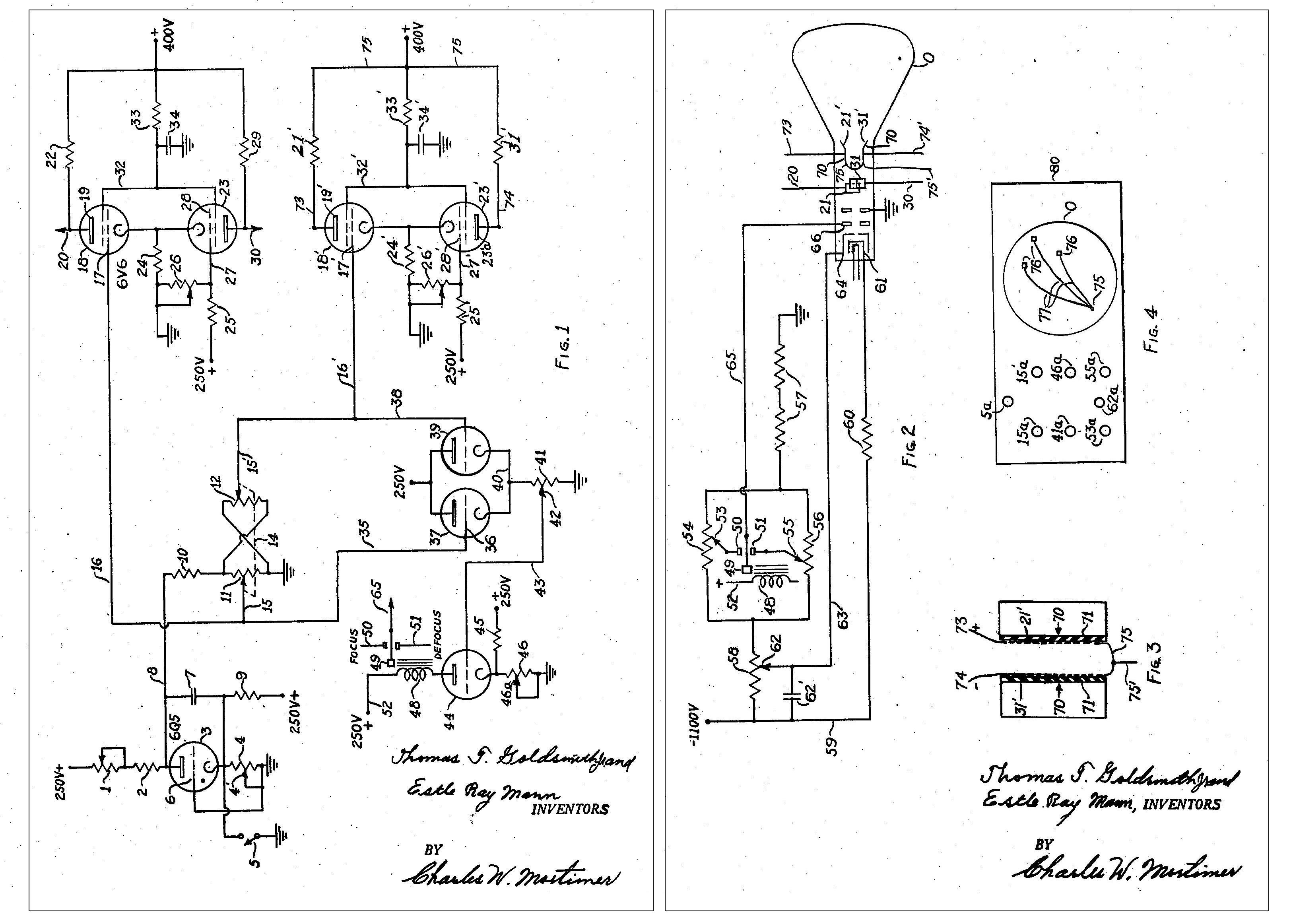
Schema des Schaltkreises aus der Patentschrift

Das Cathode-ray tube amusement device ist ein 1947 konzipiertes elektronisches Spielgerät, das als das früheste bekannte interaktive elektronische Spiel sowie als das erste Videospiel mit tatsächlicher Bildschirmanzeige gilt. (Der frühere Nimatron von 1940 wies nur Glühbirnenreihen als Spielanzeige auf.)

## Aufbau
Das Gerät wurde bis 1947 von den Ingenieuren Thomas T. Goldsmith Jr. und Estle Ray Mann entwickelt und 1948 patentiert. Es besitzt einige Drehknöpfe, Schalter und zur Anzeige einen Kathodenstrahlröhrenbildschirm (CRT) mit kreisrunder Oberfläche. Weil es zwar einfache analoge Schaltungen, aber keinen digitalen Speicher enthielt, war es nicht programmierbar. Daher kann es als erstes Videospiel, aber nicht als Computerspiel gelten.

## Spiel
Das Gerät simuliert eine Rakete oder ein Artilleriegeschoss, das auf dem Bildschirm als Strahlfleck dargestellt wird und auf Ziele zuschießen soll. Die Flugbahn dieses Geschosses wird vom Spieler mit Drehknöpfen gesteuert. Dabei müssen Ziele erreicht werden, die durch Kunststoff- oder Papierteile (beispielsweise Flugzeugdarstellungen auf einer transparenten Auflage) gegeben sind, die zuvor auf den Bildschirm gelegt werden. Dabei stand oder saß der Spieler vor dem in einem Schrank montierten Bildschirm. Er musste innerhalb einer bestimmten Zeit auf das gewünschte Ziel zielen und dann den Schuss durch Drücken der entsprechenden Taste auslösen. Bei richtiger Ausrichtung bewirkte ein starker Impuls der Kathodenstrahlröhre eine Aufhellung und Verwischung an der Stelle, um so eine Explosion darzustellen. In der Patentschrift heißt es, dass das Spiel durch solche Explosionen spektakulärer sei und fordert den Spieler ausdrücklich auf, sicherzustellen, dass der Weg des Strahls von einer geraden Linie abweicht, „damit ein erhöhtes Maß an Geschick und Sorgfalt erforderlich“ sei. Das Layout konnte modifiziert werden, um die Schwierigkeit des Spiels zu erhöhen.

## Produktion
Das Gerät wurde nie in Serie hergestellt oder öffentlich vermarktet, da wegen hoher Komponentenpreise nur wenige Demonstrationsexemplare angefertigt wurden. Mit Stand 2014 existiert kein funktionierendes Exemplar mehr.